# Réchauffement par effet de marée

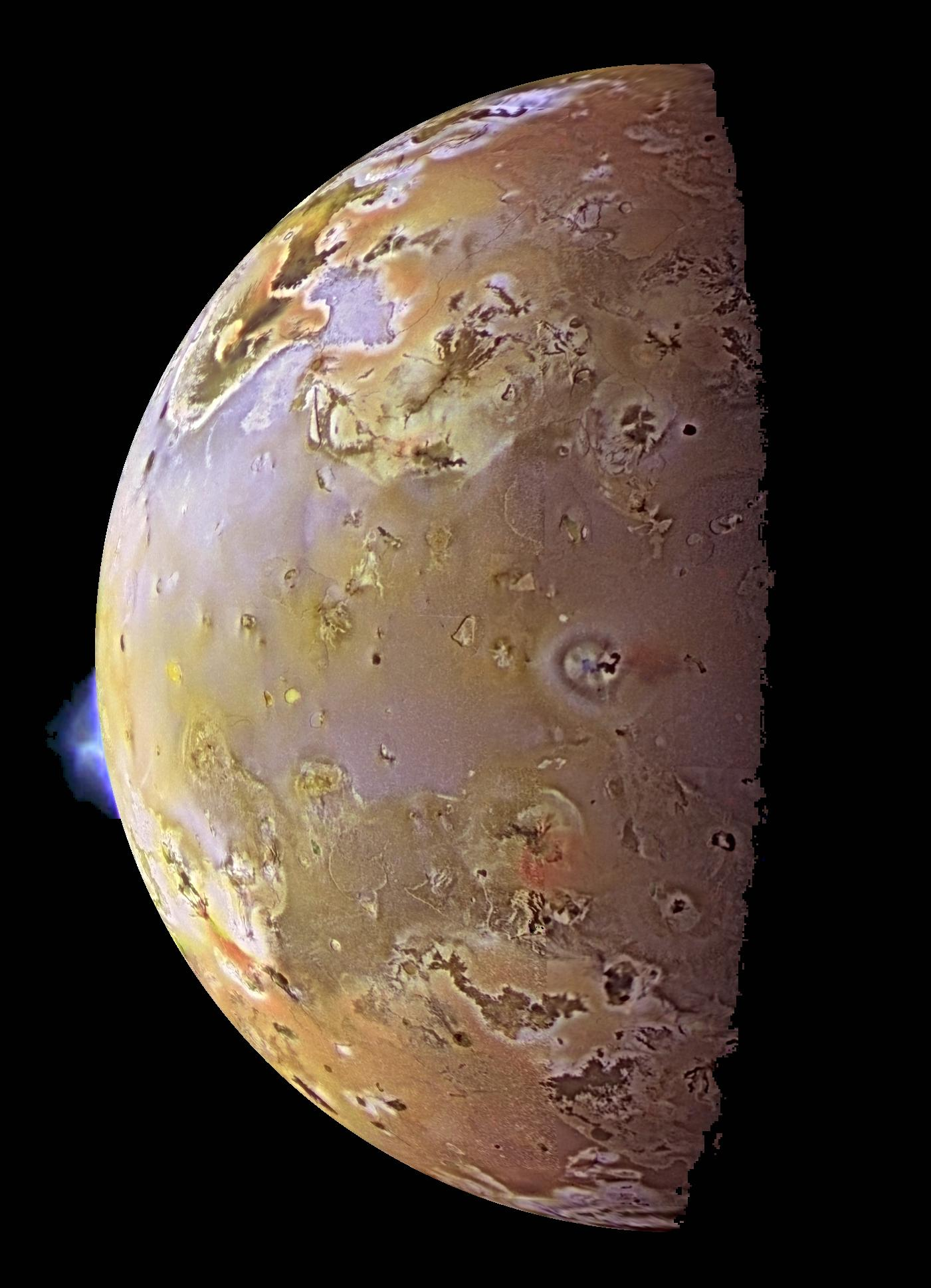
Photos d'une éruption volcanique sur Io par Galileo, 2006.

Le réchauffement par effet de marée (en anglais tidal heating) est une conséquence du processus de friction de la force de marée : l'énergie émise lors de l'orbite et la rotation se dissipe sous forme de chaleur dans la croûte des lunes et planètes impliquées.
Lorsqu'un objet céleste se trouve en orbite elliptique autour d'un autre, la force de marée qui agit sur lui est plus forte lorsqu'il se trouve plus proche, lors de la périapside, puis faiblit lorsqu'il s'en éloigne, à l'apoapside. L'objet en rotation se retrouve ainsi continuellement soumis à des mouvements de déformation qui génère en son intérieur une friction, dont l'énergie se libère sous forme de chaleur. 
Cette énergie qui se dissipe puise peu à peu dans l'énergie orbitale spécifique des deux corps, ce qui aboutit à une modification de l'orbite du premier, qui devient de moins en moins elliptique jusqu'à devenir circulaire, et à son positionnement en rotation synchrone. L'objet ne présente alors plus que la même face à l'objet autour duquel il est en orbite, comme le fait notamment la Lune autour de la Terre. 
Le réchauffement par effet de marée devient cependant durable lorsque l'orbite elliptique de l'objet se retrouve empêchée de devenir circulaire par la présence d'un ou plusieurs autres objets qui exercent sur lui leurs forces gravitationnelles, comme c'est notamment le cas au sein des satellites galiléens en orbite autour de Jupiter

## Théorie
Le réchauffement par effet marée est produit du fait de l'excentricité de l'orbite du corps céleste considéré ; la présence de ce corps au sein d'un phénomène de résonance orbitale, comme dans les satellites galiléens conduit à maintenir l'excentricité de l'orbite et donc à perpétuer ce réchauffement. 
La puissance thermique {\displaystyle {\dot {E}}_{\text{T}}} de cette source de chaleur s'écrit :

{\displaystyle {\dot {E}}_{\text{T}}=-{\mathcal {Im}}(k_{2})\cdot {\dfrac {21}{2}}\cdot {\dfrac {R_{s}^{5}\cdot n^{5}\cdot e^{2}}{G}}}
Où :

- {\displaystyle R_{s}} est le rayon du corps céleste ;
- {\displaystyle n} est le moyen mouvement de son orbite ;
- {\displaystyle e} est l'excentricité de son orbite ;
- {\displaystyle G=6,67408\cdot 10^{-11}\ m^{3}\cdot kg^{-1}\cdot s^{-2}} est la constante gravitationnelle ;
- {\displaystyle {\mathcal {Im}}(k_{2})} est la part imaginaire du nombre de Love (en) de degré 2.

Dans le cas purement théorique d'un corps homogène, le nombre de Love (en) de degré 2 s'écrit :

{\displaystyle k_{2}={\dfrac {3}{2}}\cdot {\dfrac {1}{1+{\dfrac {19\cdot {\bar {\mu }}}{2\cdot \rho \cdot g\cdot R_{s}}}}}}
Où :

- {\displaystyle {\bar {\mu }}} est le module de rigidité complexe du corps céleste ;
- {\displaystyle \rho } est la masse volumique du corps céleste ;
- {\displaystyle g} est l'accélération de la pesanteur.

## Effets

### Volcanisme
Io, une lune de Jupiter, est l'astre volcanique le plus actif du Système solaire, aucun cratère d'impact n'apparaissant à sa surface. Ceci est dû à la force de marée de Jupiter qui déforme Io ; l'excentricité de l'orbite de Io (une conséquence de sa résonance orbitale) fait varier significativement la hauteur du renflement causé par l'effet de marée de Io (jusqu'à 100 m) lors d'une orbite ; la friction alors causée réchauffe l'intérieur de la lune. Le flux géothermique à la surface sur Io est estimé par Veeder et al 2004 à ~ 3 ± 1 W/m2 pour une puissance totale de ~ 130 ± 40 TW.

### Formation potentielle d'un océan subglaciaire
Un processus similaire, bien que de moindre ampleur, aurait, en théorie, fait fondre les couches inférieures de la glace entourant le manteau rocheux de Europe, la seconde plus grande lune jovienne. 
Encelade, une lune de Saturne, aurait elle aussi un océan d'eau liquide sous sa croûte glacée. Les geysers de vapeur d'eau éjectant de la matière d'Encelade seraient alimentés par la friction générée au sein de la lune par le déplacement de la croûte de glace. Toutefois, une étude de Roberts et Nimmo 2008 indiquerait que la puissance thermique dissipée par effet de marée dans le noyau d'Encelade resterait faible, de l'ordre de 0,02 GW, à comparer à la chaleur radiogénique de l'ordre de 0,3 GW.

## Sources